# Ti sento vivere
Ti sento vivere è un singolo degli 883, il quinto estratto dall'album La donna il sogno & il grande incubo, del 1995.

## La canzone
Il testo del brano parla di quando una persona non riesce a comunicare ad un'altra ciò che prova per lei nel caso in cui c'è di mezzo l'amore.
La canzone è ispirata al fumetto n. 74 di Dylan Dog Il lungo addio, infatti nel libretto all'interno del CD La donna il sogno & il grande incubo è disegnata una ragazza molto simile al personaggio del fumetto, Marina Kimball, defunto amore fanciullesco di Dylan, alla quale non è mai riuscito a dimostrare veramente tutto il suo amore. Il brano è contenuto anche in Gli anni, Love/Life, TuttoMax e Max 20 dove è reinterpretato con Giuliano Sangiorgi dei Negramaro.
Il video, diretto da Stefano Salvati, è stato girato in un tratto del portico di San Luca a Bologna.

## Formazione
- Max Pezzali - voce
- Jacopo Corso - chitarra solista
- Roberto Priori - chitarra ritmica
- Sandro Verde - pianoforte
- Leandro Misuriello - basso